# Clara Grace

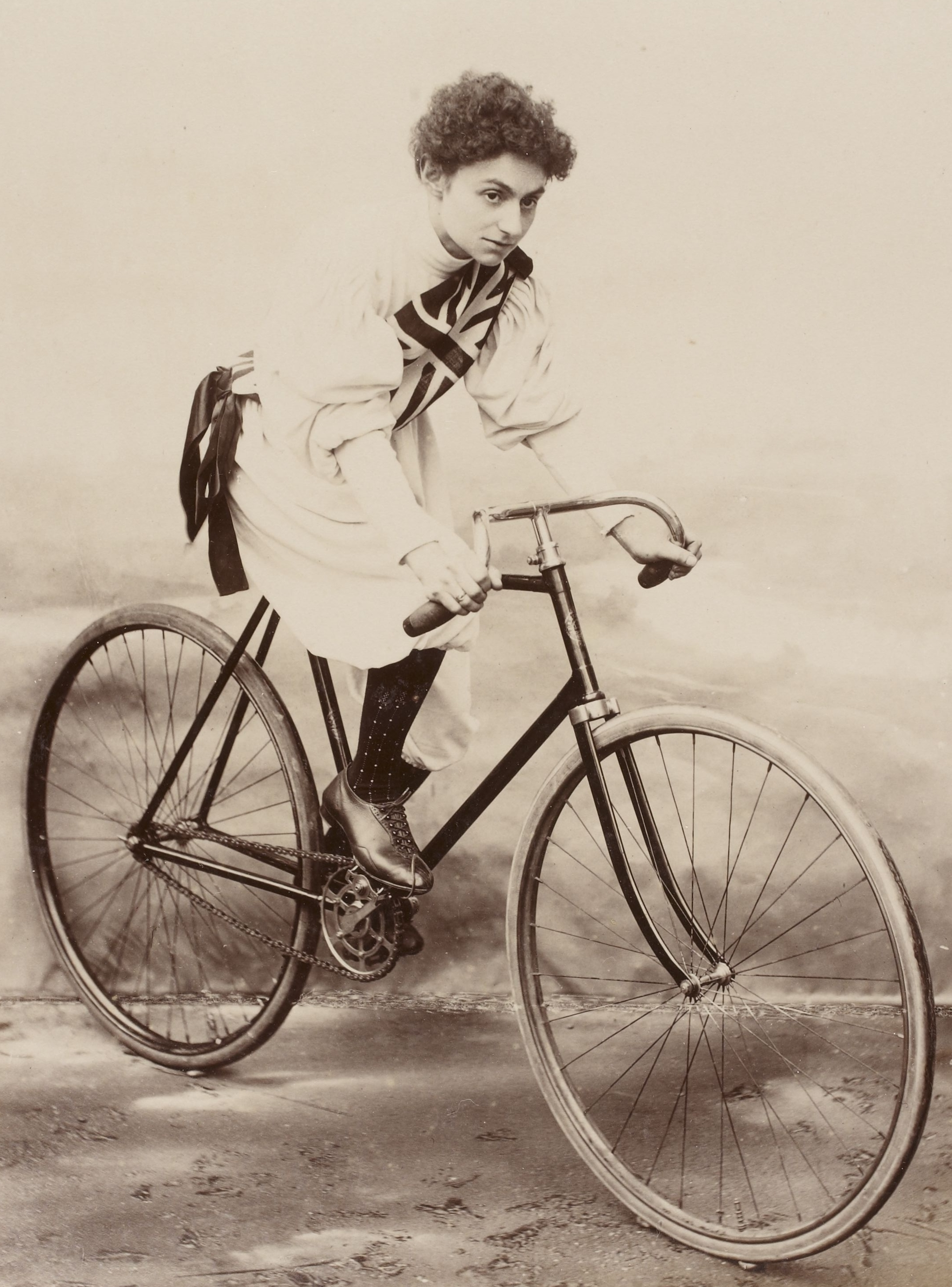
Clara Grace (1896)

Clara Grace, geborene Simmons, (* 1865 in Redbourn, Hertfordshire; † vermutlich 1948) war eine britische Radsportlerin.

## Biographie
Clara Simmons war das zweitälteste von acht Kindern (zwei Söhne und sechs Töchter) von Emma Simmons und dem Kutscher George Simmons. Im Alter von 15 Jahren fand sie gemeinsam mit ihrer älteren Schwester Katherine in ihrem Heimatort eine Anstellung als Korbmacherin. 1885 heiratete Clara in St Albans William Grace. Sie zogen in die Commerce Road, Wood Green im Norden Londons, wo der Ehemann als Friseur arbeitete. 1887 brachte Clara ihre erste Tochter zur Welt, ein Jahr später einen Sohn; 1890 und 1891 folgten zwei weitere Töchter.
In einem Interview sagte Clara Grace, sie habe etwa 1886 mit dem Radfahren begonnen, aber den Sport erst ab 1892 ernsthaft betrieben. Sie trat dem Wood Green Cycling Club bei und nahm am 14. Mai und am 6. August 1894 an zwei Halbmeilen-Amateurrennen für Frauen auf Märkten in Bedford teil. Dabei gewann sie das erste Rennen und wurde im folgenden Rennen Zweite. Außerdem gewann sie im August 1895 ein Rennen in Plumstead. Sie schloss sich einer Gruppe von Radrennfahrerinnen an, die im Juli und August 1895 eine Tournee durch Hull, Scarborough, Greenock und Edinburgh bestritt. Claras Ehemann William nahm ebenfalls an dieser Tournee teil und fuhr bei den Rennen in Greenock und Edinburgh gegen einen anderen männlichen Radfahrer in Ein-Meilen-Rennen. William vertrat den „Hare Cycling Club“ (der möglicherweise vollständig als „Hairdressers Early Closing Athletics and Cycling Club“ hieß) bei Bahnrennen in den Jahren 1895/1896 und fuhr mindestens bis 1900 weiter Rennen. Diese Rennen fanden in der Regel auf Radrennbahnen statt.
Clara Grace unternahm auch Ausdauerfahrten auf der Straße und stellte in den Jahren 1895 bis 1896 neue britische Frauenrekorde über 50, 91 und 100 Meilen auf, wobei sie von William als Schrittmacher und Beschützer begleitet wurde. Die britische Fahrradzeitschrift The Hub. An Illustrated Weekly for Wheelmen and Wheelwomen beschrieb Clara Grace als „mutigste ihres Geschlechts“ und beschrieb sie als „zierlich, mit dunklen, durchdringenden Augen, in denen Energie und Beharrlichkeit leicht zu erkennen sind“. Ihre Vereinskameraden missbilligten, dass sie Rennen fuhr, woraufhin sie aus dem Club austrat: „Ich wurde zur Zielscheibe vieler böser Spötteleien und Bemerkungen, und damals habe ich sie sehr zu spüren bekommen.“
Grace gehörte zu den ersten Frauen, die an Profi-Rennen in London teilnahmen. Im Royal Aquarium wurden im November und Dezember 1895 an insgesamt 29 Tagen Rennen zwischen britischen und französischen Fahrerinnen ausgerichtet. Grace gewann dabei 15, 20 und 50 Meilen lange Scratch-Rennen. Anscheinend wurde sie während einer dieser Veranstaltungen zur Meisterin von England gekrönt, aber sie erlitt auch Stürze. Bei einem Sechstagerennen, das im Dezember am gleichen Ort stattfand, wurde sie Gesamtzweite. Im selben Monat gewann sie ein fünftägiges Rennen in der Bingley Hall in Birmingham und siegte dort auch bei den Scratch-Rennen über 15, 25 und 100 Meilen. Im Juli 1896 verklagte sie die Organisatoren dieser Rennen auf die Kosten für „geleistete Dienste“, vermutlich unbezahlte Honorare; das Gericht sprach ihr 75 £ plus Kosten zu. Sie wurde schließlich Gesamtsiegerin eines internationalen Sechstagerennens im Royal Aquarium im Januar 1896 und nahm an weiteren Rennen in London und Paris teil, bevor sie am Ende des Jahres kurzzeitig die britischen Ausdauerrekorde für Frauen über 91 und 100 Meilen zurückeroberte. Sie verbesserte den Rekord von Tessie Reynolds über die Strecke von Brighton nach London aus dem Jahr 1893 um mehr als eine Stunde. Im Mai 1896 verlor sie gegen eine ihrer stärksten Konkurrentinnen, Lisette Marton, ein 100-Kilometer-Rennen im Pariser Vélodrome d’Hiver.
Clara Graces letzte größere Rennen fanden bei einem internationalen Radsportturnier im Februar/März 1897 im Olympia in West Kensington statt, darunter ein Zehn-Meilen-Rennen, bei dem sie den zweiten Platz belegte. Vermutlich nahm sie an einem Rennen teil, bei dem die Fahrer in ausgefallenen Kostümen antraten; eine Quelle berichtete, dass sie als die kornische Märchenfigur Jack the Giant Killer verkleidet war. In den ersten beiden Monaten des Jahres 1899 nahm sie an Rennen auf Fahrradergometern im Royal Aquarium teil. Anschließend zog sie sich vom Radsport zurück. Sie wohnte mit ihrem Mann und ihren drei erwachsenen Töchtern zusammen in Wood Green. Die Töchter arbeiteten in der Textilindustrie und William Grace bis zu seinem Tod 1914 weiterhin als Friseur. Clara Grace verstarb mutmaßlich im Jahre 1948.